# Good News (альбом Megan Thee Stallion)
Good News (с англ. — «Хорошие новости») — дебютный студийный альбом американской рэперши Megan Thee Stallion. Он вышел 20 ноября 2020 на лейблах 300 Entertainment и 1501 Certified.

## История
В октябре 2019 года Меган впервые обсудила планы выпустить свой дебютный студийный альбом в 2020 году во время продвижения своего третьего мини-альбома Suga. После этого она заявила, что «готова заняться альбомом». Год спустя, в октябре 2020 года, она более подробно рассказала о процессе создания альбома, в том числе разместила фотографии со своим продюсером Lil Ju. В то время она ждала еще двух гостевых участий, чтобы завершить процесс записи. Она также заявила, что использовала время карантина для написания и записи своего альбома. О процессе записи она сказала: «Когда я одна, тогда моё творчество приходит ко мне. Весь альбом в основном был написан в гостиной, в душе, на заднем дворе — просто визуализируйте это вместе со мной». Она официально анонсировала альбом в социальных сетях 12 ноября.

## Синглы
Песня «Girls in the Hood» была выпущена в качестве первого сингла 26 июня 2020 года. Она сэмплирует трек «Boyz-n-the-Hood» от Eazy-E. Второй сингл «Don’t Stop» при участии Янг Тага был выпущен 2 октября 2020 года вместе с музыкальным видео.

### Другие песни
Ремикс на песню «Savage» с третьего мини-альбома Меган Suga при участии Бейонсе, который был выпущен 29 апреля 2020, также вошёл в состав альбома.

## Список композиций
Адаптировано под Apple Music.
| №                   | Название                                                   | Автор(ы) | Продюсер(ы)                            | Длительность |
| ------------------- | ---------------------------------------------------------- | --- | -------------------------------------- | ------------ |
| 1.                  | «Shots Fired»                                              | Megan Pete Tyron Douglas Herb Magidson Allie Wrubel | Buddah Bless                           | 2:50         |
| 2.                  | «Circles»                                                  | Pete Marcello Valenzano Andre Lyon Ricknoleon Perez Jazmine Sullivan Melissa Elliott Cainon Lamb Douglas Davis Ricky Walters Mary J. Blige Sean Combs Arlene DelValle Jean-Claude Olivier Curtis Mayfield Nasir Jones Anthony Cruz Cory McKay Inga Marchand Roy Hammond Craig Brockman Dave Atkinson Gilbert Askey Jordan Thorpe Samuel Barnes | Cool & Dre Rickstarr Did It            | 2:50         |
| 3.                  | «Cry Baby» (при участии DaBaby)                            | Pete Jonathan Kirk Daniel Doman Katie Smith Daniel Levin | D.A Got That Dope                      | 2:17         |
| 4.                  | «Do It on the Tip» (при участии City Girls и Hot Girl Meg) | Pete Caresha Brownlee Jatavia Johnson Julian Mason | Lil Ju                                 | 2:47         |
| 5.                  | «Sugar Baby»                                               | Pete Martin McCurtis Webster Gradney Jeremy Varnard Jalen Patterson | Helluva                                | 2:26         |
| 6.                  | «Movie» (при участии Lil Durk)                             | Pete Durk Banks Brytavious Chambers | Tay Keith                              | 3:47         |
| 7.                  | «Freaky Girls» (при участии SZA)                           | Pete Solána Rowe Jordan Hill Eugene Hanes Marc Valentine Loren Hill William Collins George Clinton Gary Cooper | Juicy J                                | 2:46         |
| 8.                  | «Body»                                                     | Pete Mason Christophe Petrel | Lil Ju                                 | 2:51         |
| 9.                  | «What's New»                                               | Pete Vincent van den Ende Donald Tarpley | Avedon Cody Tarpley                    | 2:35         |
| 10.                 | «Work That»                                                | Pete Derrick Milano Donny Flores Houston Juan Guerreri-Maril Terius Gray Jermany James Robert Kelly Valenzano Lyon Mark Morales Damon Wimbley Darren Robinson | Juicy J Z3N                            | 2:14         |
| 11.                 | «Intercourse» (при участии Popcaan и Mustard)              | Pete Andrae Sutherland Dijon McFarlane | Mustard                                | 3:17         |
| 12.                 | «Go Crazy» (при участии Big Sean и 2 Chainz)               | Pete Sean Anderson Tauheed Epps Jonathan Rotem Benjamin Lasnier Pooyandeh Anthony Criss Vincent Brown Keir Gist Berry Gordy Freddie Perren Alphonzo Mizell Deke Richards | J. R. Rotem Benjamin Lasnier Pooyandeh | 3:45         |
| 13.                 | «Don't Rock Me to Sleep»                                   | Pete van de Ende Lennard Vink | Avedon VYNK                            | 3:03         |
| 14.                 | «Outside»                                                  | Pete Houston Michel'le Toussant Andre Young Andre Bolton | Juicy J                                | 2:31         |
| 15.                 | «Savage Remix» (при участии Бейонсе)                       | Pete Beyoncé Knowles-Carter Shawn Carter Terius Nash Brittany Hazzard Thorpe Milano Bobby Session Jr. Anthony White | J. White Did It                        | 4:02         |
| 16.                 | «Girls in the Hood»                                        | Pete Session Scott Storch Ilyah Fraser Eric Wright Young O'Shea Jackson | Скотт Сторч IllaDaProducer             | 2:34         |
| 17.                 | «Don’t Stop» (при участии Янг Тага)                        | Pete Jeffery Lamar Williams Richard Duran Douglas | Buddah Bless                           | 3:07         |
| Общая длительность: | Общая длительность:                                        | Общая длительность: | Общая длительность:                    | 49:42        |

## Чарты
| Чарт (2020)                      | Высшая позиция |
| -------------------------------- | -------------- |
| Австралия (ARIA)                 | 41             |
| Бельгия/Фландрия (Ultratop)      | 91             |
| Бельгия/Валлония (Ultratop)      | 141            |
| Нидерланды (Album Top 100)       | 77             |
| Ирландия (Irish Albums Chart)    | 22             |
| Литва (AGATA)                    | 55             |
| Новая Зеландия (RMNZ)            | 22             |
| Великобритания (UK Albums Chart) | 46             |

## Сертификации
| Регион                                                                      | Сертификация | Продажи   |
| --------------------------------------------------------------------------- | ------------ | --------- |
| США (RIAA)                                                                  | Платиновый   | 1 000 000 |
| Данные о продажах + прослушиваниях приведены только на основе сертификации. |              |           |